# Jacek Bendykowski
Jacek Karol Bendykowski (ur. 29 kwietnia 1967 w Gdańsku) – polski samorządowiec, działacz społeczny i prawnik. Radny Miasta Gdańska III kadencji. Radny Sejmiku Województwa Pomorskiego II, III, IV i V kadencji. Od 2016 prezes Fundacji Gdańskiej.

## Życiorys

### Wykształcenie i praca zawodowa
Syn Jana (inżyniera elektryka) i Genowefy z domu Kwidzińskiej (inżynier budownictwa wodnego). Jest absolwentem szkoły podstawowej nr 52 w Gdańsku, oraz II Liceum Ogólnokształcącego w Gdańsku. W 1992 ukończył studia na Wydziale Prawa i Administracji Uniwersytetu Gdańskiego. W 1993 rozpoczął aplikację radcowską w Okręgowej Izbie Radców Prawnych, zakończoną w 1996 wpisaniem na listę radców prawnych. Jego kariera zawodowa zaczęła się jeszcze przed ukończeniem studiów w 1990, wtedy rozpoczął pracę w Spółdzielni Pracy Doradca, w której pracował jako stażysta prawnik. W latach 1991–1992 zasiadał na stanowisku kierownika sekcji prawnej w Sejmiku Samorządowego Województwa Gdańskiego. W latach 1992–1993 był prawnikiem w rozgłośni Radio Plus. W 1993 rozpoczął pracę w Biurze Prawników Lexim jako prawnik, a od 1996 radca prawny. W 1998 został wspólnikiem (Partnerem) w Biurze Prawników Lexim, które przekształciło się w Kancelarię Radców Prawnych Misiewicz, Mosek i Partnerzy, a
następnie Misiewicz, Mosek i Partnerzy Kancelarię Radców Prawnych i Adwokatów. Od 2002 był wiceprezesem Fundacji Gdańskiej. 4 lipca 2016 został jej prezesem. Jest członkiem rad nadzorczych: Gdańskiej Oficyny (od 2013) i GAiT (od 2021). Jako prawnik specjalizuje się w realizacji dużych projektów inwestycyjnych, których zrealizował kilkanaście, m.in. terminal kontenerowy DCT czy tunel drogowy pod Martwą Wisłą w Gdańsku. Jest arbitrem w sporach gospodarczych, szczególnie budowlanych. Jest Wiceprezesem Arbitrażowego Sądu Budowlanego przy Stowarzyszeniu Inżynierów, Doradców i Rzeczoznawców (polski reprezentant FIDIC).

### Działalność polityczna i społeczna

#### Działalność opozycyjna
W 1983 wstąpił do Ruchu Młodej Polski, w późniejszych latach był członkiem Konwentu Gdańskiego. Od 1986 był zaangażowany w tworzenie niezależnych stowarzyszeń akademickich. Był członkiem związku Akademickiego VERBUM, w którym, był m.in. wiceprezesem, a następnie prezesem. Był jednym z pięciu członków Studenckiej Grupy Negocjacyjnej, podczas majowych protestów studenckich w 1988. W 1988 został członkiem Ogólnopolskiego Parlamentu Studentów, w którym do 1991 był członkiem prezydium. Był członkiem Rady Krajowej Szkolnictwa Wyższego, oraz współautorem pierwszej demokratycznej ustawy o szkolnictwie wyższym z 1990.

#### Działalność w polityce zagranicznej
Był członkiem European Democrat Students (obecnie młodzieżówki Europejskiej Partii Ludowej). W latach 1993–1995 był wiceprezesem EDS i przedstawicielem EDS w European Coordination Burreau (parlament organizacji młodzieżowych w Europie). Był jednym z współtwórców przekształcenia ECB w European Youth Forum. Do 2002 roku Audytor EDS. Od 1995 był wiceprezesem European Young Conservatives (Europejscy Młodzi Konserwatyści), w latach 1998–2001 wiceprezes International Young Democrat Union (Międzynarodowa Unia Młodych Demokratów – światowa międzynarodówka młodych polityków o poglądach chrześcijańsko-demokratycznych, liberalnych i konserwatywnych). W latach 1998–2002 członek Biura Politycznego European Peoples Party/Europejskiej Partii Ludowej najpierw w imieniu SKL, następnie w imieniu PO. Negocjował członkostwo i wprowadził PO do EPL. Był Członkiem Komisji Programowej EPL i współautorem Programu EPL.

#### Działalność w polityce krajowej
Zasiadał we władzach krajowych: Koalicji Republikańskiej (1991–1992), Partii Konserwatywnej (1992–1996), Stronnictwa Konserwatywno-Ludowego (1997–2001) i Platformy Obywatelskiej (od 2003). Jako członek Zarządu Krajowego SKL (1997–2002), pełnił funkcję sekretarza do spraw zagranicznych, podobnie jak wcześniej w Koalicji Republikańskiej i Partii Konserwatywnej. Przez ponad dekadę reprezentował te partie na wielu konwencjach europejskich partii centro-prawicowych. W latach 1997–2001 był prezesem Młodych Konserwatystów Akcji Wyborczej Solidarność. W 1998 wystartował w wyborach samorządowych do Rady Miasta Gdańska z ramienia AWS, otrzymując mandat. W radzie był przewodniczącym koła SKL i wiceprzewodniczącym klubu AWS. Był członkiem Komisji ds. Samorządu i Ładu Publicznego oraz Komisji Rewizyjnej RMG. W latach 1999–2004 był przewodniczącym Komisji Spraw Zagranicznych Unii Metropolii Polskich. Od 2002 jest członkiem Platformy Obywatelskiej. W 2002 wystartował do Sejmiku Województwa Pomorskiego z listy PO-PiS, otrzymując 1926 głosów i nie dostał się do sejmiku. W 2004 ubiegał się bezskutecznie o mandat posła do Parlamentu Europejskiego jako lider listy Platformy Obywatelskiej w okręgu kujawsko-pomorskim, uzyskując drugi wynik. W 2005 objął zwolniony mandat radnego sejmiku. W 2006 z listy PO uzyskał reelekcję, otrzymując 3878 głosów. Reelekcje otrzymał również w 2010 (otrzymał 6815 głosów) i 2014 (otrzymał 4575 głosów). W latach 2006–2018 był przewodniczącym klubu PO w sejmiku. W 2006 został delegatem do Związku Województw Rzeczypospolitej Polskiej (od 2010 do 2015 należał do jego zarządu). Pełnił funkcję zastępcy Współprzewodniczącego, a w latach 2014–2018 Współprzewodniczącego Zespołu ds. Międzynarodowych Komisji Wspólnej Rządu i Samorządu. W 2018 i 2024 startował w wyborach, nie uzyskując jednak mandatu radnego. W 2024 również ubiegał się bezskutecznie o mandat posła do Parlamentu Europejskiego.

## Odznaczenia
W 2012 został odznaczony Złotym Krzyżem Zasługi przez Prezydenta RP Bronisława Komorowskiego. W 2023 otrzymał Medal Prezydenta Miasta Gdańska.

## Życie prywatne
Od 2001 żonaty z Agatą z domu Woynowską, jest ojcem Marii (ur. 2004).